# Hendrick Confiac
Hendrick Confiac, né le 12 novembre 1998, est un karatéka français.

## Carrière
Hendrick Confiac est médaillé d'or en kumite par équipes aux championnats d'Europe 2022 à Gaziantep.